# Abadan (filme)
Abadan é um filme de drama iraniano, lançado em 2003 e dirigido por Mani Haghighi.

## Elenco
O elenco principal  do filme é o seguinte:
- Jamshid Mashayekhi
- Fatemeh Motamed Aria
- Hedye Tehrani
- Dariush Asadzadeh
- Ehsan Amani

## Sinopse
Marjan, uma mulher de classe média, residente em Teerã, fica perturbada quando seu pai, Amir, desaparece misteriosamente. Ela vai ao encontro de seu ex-marido, Aman, que concorda em ir procurar Amir.